# Jindřichovická vrchovina
Jindřichovická vrchovina je geomorfologický okrsek v západní části Krušných hor. Je součástí geomorfologického podcelku Klínovecká hornatina a zasahuje do okresů Cheb, Sokolov a Karlovy Vary. Rozloha okrsku je 256,41 km².

## Poloha a sídla
Jindřichovická vrchovina představuje západní okraj Krušných hor. Na severu je její hranice uměle vymezena státní hranicí s Německem. Odsud hranice vede údolím Stříbrného potoka a Svatavy, ale na jižním okraji Kraslic uhýbá na východ k Rotavě, Šindelové a Nejdku. Za Nejdkem vytváří oblouk přes Děpoltovice k Nové Roli. Jižní hranici přibližně vymezují sídla Vřesová, Dolní Nivy, Boučí, Libnov a Kopanina. Od Kopaniny se hranice vrací k severovýchodu přes Čižebnou, Božetín, Opatov, Valtéřov a zpět ke státní hranici.

## Geologie
Okrsek tvoří horniny krušnohorského krystalinika (starohorní až prvohorní svory, fylity a kvarcity) a pozdně variské granity a granodiority.

## Geomorfologie
Jindřichovickou vrchovinu tvoří zaoblené hřbety s denudačními plošinami oddělené hlubokými údolími Svatavy a jejích přítoků. Často se zde vyskytují čedičové a krystalinické suky.

### Významné vrcholy
Nejvyšším vrcholem Jindřichovické vrchoviny je Kamenáč (936,1 m n. m.) severně od Bublavy u hranice s Německem. Dalšími významnými vrcholy jsou Počátecký vrch (818 m n. m.), Olověný vrch (802 m n. m.) nebo Dančí vrch (718,14 m n. m.).

## Ochrana přírody
Většinu území okrsku překrývá přírodní park Leopoldovy Hamry a do nejvýchodnější části okolo Kamenáče zasahuje také přírodní park Přebuz. Kromě něj se zde nachází několik maloplošných zvláště chráněných území:
- přírodní památka Rotava,
- přírodní památka Vysoký kámen,
- přírodní památka Studenec,
- přírodní památka Kamenný hřib,
- přírodní rezervace V rašelinách.